# Seznam italijanskih zgodovinarjev
Seznam italijanskih zgodovinarjev.

## A
- Enrico Acciai
- Benedetto Accolti
- Giovanni Battista Adriani
- Aldo Agosti
- Giulia Albanese
- Mario Albano
- Giuseppe Alberigo (1926-2007)
- Marco Albeltaro
- Michele Amari
- Scipione Ammirato
- Francesco Angeloni
- Anij iz Viterba
- Mauro Annoni
- Elio Apih
- Amerigo Apollonio?
- Francesco Maria Appendini
- Angelo Ara
- Giulio Carlo Argan (umetnostni)
- Giovanni Aurispa

## B
- Gorazd Bajc
- Giorgio Banchi
- Alessandro Barbero  (1959)
- Caesar Baronius
- Alberto Basciani
- Riccardo Bauer
- Tommaso Beggio
- Domenico Bernini
- Barbara Berruti
- Corrado Binel
- Flavio Biondo
- (Giuseppe Boffa)
- Corrado Borsa
- Carlo Giuseppe Guglielmo Botta
- Mario Brozzi
- Luigi Bruti Liberati
- Marco Buttino

## C
- Luciano Canfora (1942-)
- Cesare Cantù
- Carlo Spartaco Capogreco
- Gian Rinaldo Carli
- Valerio Castronovo
- Alessandro Cattunar
- Silvano Cavazza
- Franco Cecotti
- Sergio Cella
- Giovanni Cerchia
- Claudia Cernigoi
- Federico Chabod (1901-1960)
- Luisa Chiodi
- Michele Ciliberto
- Nicola Coleti
- Chiara Colombini
- Fulvio Colombo
- Angelo di Costanzo
- Arduino Cremonesi Pillepich (1912-1983)
- Carlo Curcio
- Fabio Cusin

## Č
- Štefan Čok

## D
- Enrico Caterino Davila
- Renzo De Felice
- Attilio Degrassi (epigrafik)
- Benedetto Dei
- Angelo Del Boca (1925–2021)
- Giovanni De Luna
- Carlo Denina
- Matteo Dominioni
- Ambrogio Donini
- Eugenio Duprè Thesèider

## E
- Umberto Eco (kulturni)

## F
- Lucio Fabi
- Walter Falgio
- Nunzio Federigo Faraglia
- Luigi Carlo Farini
- Giuseppe Ferrari
- Liliana Ferrari
- Francesco Filippi
- Marcello Flores
- Vittorio Foa?
- Filippo Focardi
- Giovanni Focardi
- Galliano Fogar (1921–2011)
- Paolo Fonzi
- Mimmo Franzinelli
- Guido Franzinetti
- Chiara Frugoni

## G
- Alessandro Galante Garrone (1909-2003)
- Luigi Ganapini
- Gigi Garelli
- Eugenio Garin (1909-2004)
- Emilio Gentile (1946)
- Pietro Giannone
- Carlo Ginzburg (1939)
- Fabio Giomi
- Paolo Emiliano Giudici
- Andrea Giuseppini
- Maria Teresa Giusti
- Eric Gobetti (1973)
- Federico Goddi
- Carlo Greppi
- Francesco Guicciardini
- Ljudmila Gržina ?

## I
- Isabella Insolvibile
- Mario Isnenghi

## L
- Nicola Labanca
- Marco Labbate
- Alessandra Lavagnino
- Giovanni Levi
- Liutprand
- Pier Luigi Lodi
- Giuseppe Lorentini

## K
- Aleksej Kalc (Slovenec v Italiji)
- Pietro Kandler
- Patrick Karlsen (*1978)
- Alessandra Kersevan
- Lutz Klinkhammer

## M
- Simone Malavolti
- Valerio Massimo Manfredi
- Giovanni Domenico Mansi
- Domenico Maselli?
- Girolamo Mei
- Alberto Melloni
- Gian Carlo Menis
- Gian Giacomo Migone
- Gaetano Milanesi
- Pompeo Gherardo Molmenti (Benetke)
- Arnaldo Momigliano (italijansko-britanski)
- Massimo Montanari
- Federico Tenca Montini
- Paolo Morando?
- Carlo Morelli (1730-92)

## N
- Dunja Nanut
- Jacopo Nardi
- Durastante Natalucci

## O
- Nadia Olivieri
- Simonetta Ortaggi
- Amedeo Osti Guerrazzi

## P
- Mario Pacor
- Adrijan Pahor
- Milan Pahor
- Samo Pahor
- Cesare Panizza
- Luisa Passerini
- Luciano Patat
- Paulus Aemilius Veronensis
- Pavel Diakon
- Claudio Pavone
- Santo Peli
- Marco Pellegrini
- Francesco Perfetti
- Matteo Perissinotto
- Stefano Petrungaro
- Paolo Pezzino
- Niccolò Pianciola
- Jože Pirjevec (Slovenec v Italiji)
- Katia Pizzi
- Marco Plesnicar (Goriški državni arhiv)
- Giuseppe Podgornik (Giuseppe Piomontese)
- Carlo Podrecca
- Carla Poncina
- Silvio Pons
- Alessandro Portelli
- Camillo Porzio
- Claudio Povolo
- Giuseppe Praga (dalmatinsko-it.)
- Raoul Pupo
- Piero Purich

## R
- Odorico Raynaldi
- Genova Giovanni Thaon di Revel
- Andrea Riccardi
- Luciana Rocchi
- Giorgio Rochat
- Davide Rodogno
- Francesca Rolandi
- Carlo Rosselli
- Nello Rosselli
- Domenico Rossetti (1774-1842) Trst
- Toni Rovatti
- Guido Rumici

## S
- Armando Saitta (1919-91)
- Fulvio Salimbeni
- Luigi Salvatorelli
- Gaetano Salvemini
- Constantino di Sante
- Alfredo Sasso
- Sbaralea
- Carlo Schiffrer
- Arnaldo Segarizzi
- Ernesto Sestan
- (Livio Isaak Sirovich)
- Alasia da Sommaripa
- Giovanni Spadolini
- Carlo Spagnolo
- Roberto Spazzali
- Giorgio Spini (1916-2006)
- Alessio Stasi (it./slov.)
- Matteo Stefanori

## Š
- Karel Šiškovič (Slovenec v Italiji)

## T
- Attilio Tamaro (1884-1956)
- Angelo Tambora (1913-2004)
- Ferruccio Tassin
- Luigi Tavano
- Federico Tenca Montini
- Giovanni TestoriGiacomo Scotti
- Sebastiano Timpanaro
- Girolamo Tiraboschi
- Gianni Toniolo
- Nicola Tranfaglia
- Francesco Traniello (1936)
- Enzo Traverso (1957)

## V
- Giovanni Vailati
- Giampaolo Valdevit
- Nino Valeri (1897-1978)
- Leo Valiani (1909-1999)
- Benedetto Varchi
- Giorgio Vasari
- Franco Venturi (1914-1994)
- Domenico Venturini
- Marta Verginella
- Giambattista Vico
- Giovanni Villani
- Anna Maria Vinci
- Amerigo Visentin
- Annio da Viterbo
- Angelo Vivante
- Simone Volpato?

## Z
- Francesco Antonio Zaccaria
- Giovanni Zamarin
- Andrea Zaninni
- Baccio Ziliotto
- Alvise Zorzi
- Pieralvise Zorzi
- Pietro Zovatto
- Federico Zuliani